# Ścinawa Nyska
Ścinawa Nyska (niem. Steinsdorf) – wieś w Polsce położona w województwie opolskim, w powiecie nyskim, w gminie Korfantów.
W latach 1945–1954 i 1973–1975 wieś była siedzibą gminy Ścinawa Nyska. 
W latach 1975–1998 miejscowość administracyjnie należała do ówczesnego województwa opolskiego.

## Historia
Na podstawie dekretu PKWN z 31 sierpnia 1944 zostały utworzone miejsca odosobnienia, więzienia i ośrodki pracy przymusowej dla „hitlerowskich zbrodniarzy oraz zdrajców narodu polskiego”. Obóz pracy nr 172 Ministerstwo Bezpieczeństwa Publicznego utworzyło w Ścinawie.
Wieś ucierpiała podczas powodzi we wrześniu 2024. Rzeka Ścinawa Niemodlińska zalała domy, mieszkania, drogi, pola uprawne, a także zniszczyła kompleks rekreacyjno-sportowy.

## Zabytki

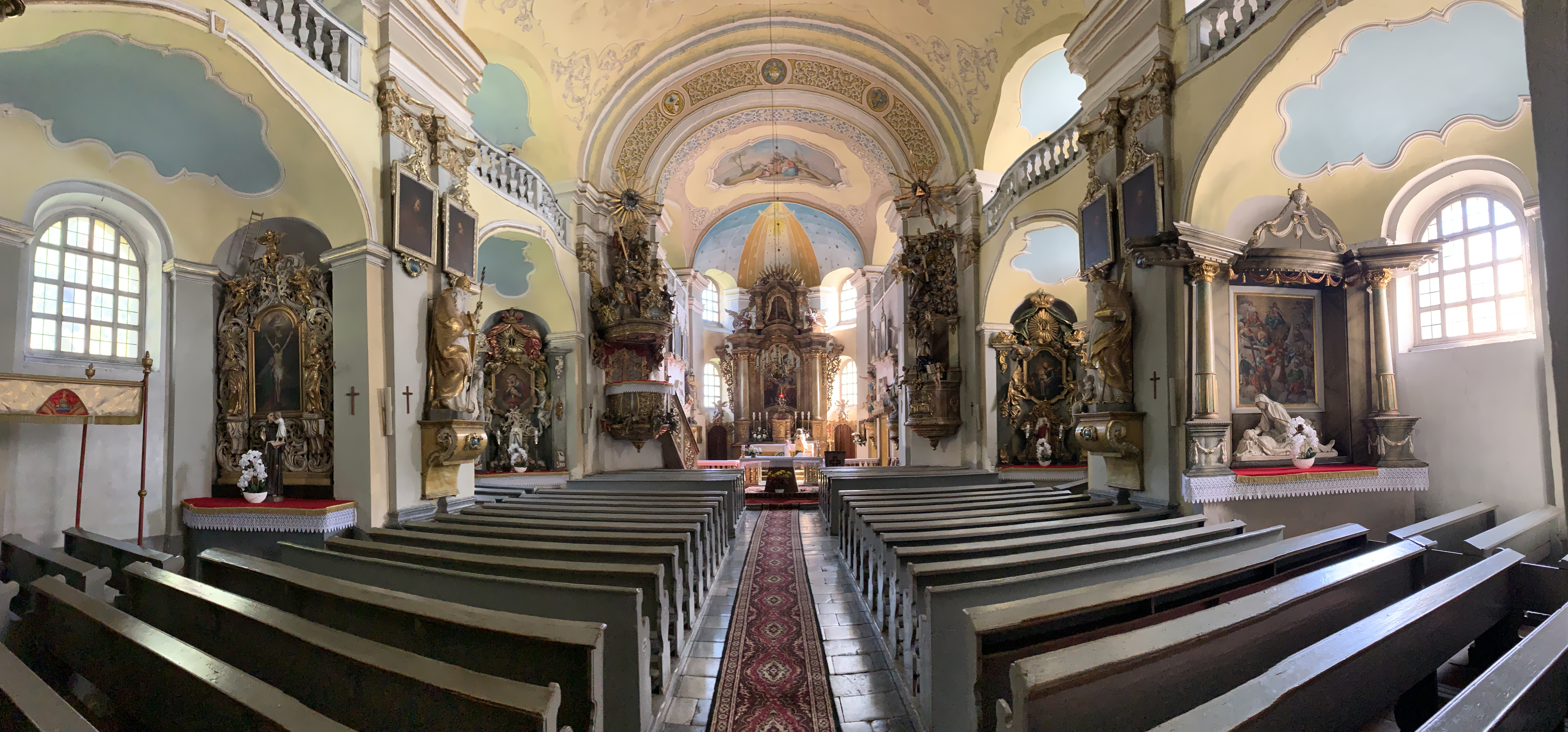
Wnętrze kościoła

Do wojewódzkiego rejestru zabytków wpisane są:
- osiedle zabytkowe, wypisane z księgi rejestru
- kościół fil. pw. śś. Piotra i Pawła, z wieżą z XVI w., z XVIII w.
- dom nr 25, z XVIII w.

## Sport
We wsi funkcjonuje klub piłkarski LZS Ścinawa Nyska, założony w 1961. Klub rozgrywa swoje mecze na stadionie w Ścinawie Nyskiej. W 2005, z okazji 60. rocznicy istnienia Podokręgu Związku Piłki Nożnej w Prudniku, klub otrzymał pamiątkowy puchar.

## Bezpieczeństwo
Bezpieczeństwo pożarowe w Ścinawie Nyskiej pod względem operacyjnym zabezpiecza interwencyjnie Jednostka Ratowniczo-Gaśnicza PSP w Prudniku.